# Fleca Laureano
La Fleca Laureano és una obra de la Ràpita (Montsià) inclosa a l'Inventari del Patrimoni Arquitectònic de Catalunya.

## Descripció
L'edifici està situat a l'extrem de la part porticada de la plaça de Carles III, davant per davant de l'església parroquial, que també presenta quatre columnes d'alçada similar.
El pòrtic ocupa tota l'alçada de l'edifici, amb planta baixa i un pis.
Té l'alçada doblada respecte al de la resta de porxos contigus, i està format per quatre columnes de secció circular amb basa de pedra i fust i capitell sense ornaments, de material arrebossat.
La façana retardada és de composició neoclàssica amb un eix de simetria central: composició de buits en tres eixos verticals, separats per pilastres (4) que són la projecció de les columnes del pòrtic. Porta central amb finestra a cada costat i tres balcons del primer pis, sobre el parament arrebossat amb encoixinats i buits amb llindes. Coberta amb un terrat amb balustrada perimetral, amb petit frontó centrat a la façana principal, elements posteriors afegits, amb esgrafiats modernistes.

## Història
Suposem que en lloc de la balustrada actual s'hi va projectar un frontó triangular com a remat de l'edificació, car el parament original es construí per acollir una coberta a dues aigües centrada, amb frontó sobre les pilastres [és una hipòtesi, veure: Extraordinari "Ràpita", p. 10, fotografia]
El 1780, per iniciativa del rei il·lustrat Carles III, s'inicià l'ambiciós projecte de crear d'una ciutat portuària. L'estil oficial era el neoclàssic. Les obres tingueren un ritme alt del 1780 al 1788, però a la fi quedaren molts edificis públics inacabats, com segurament aquest. M. Beguer, diu: "...se construyeron los cuarteles, el palacio del governador y una nueva iglesia [es refereix a l'església nova]..." (Cap.XVII).
La coberta plana, la balustrada i l'interior, són reformes del tombant del segle actual, o darrers del XIX, quan es reconvertí l'edifici en un habitatge i botiga (fleca)
A l'edificació original les finestres del segon pis eren quadrades i molt més baixes, i el pòrtic també arrencava de més avall. A la reforma de finals del segle xix s'allarguen les columnes es substitueixen els capitells toscans per altres de més alts de disseny prou discutible (vegeu fotografia de principis de segle).